# NGC 5292
NGC 5292 (другие обозначения — ESO 445-31, MCG -5-33-8, IRAS13447-3041, PGC 48909) — галактика в созвездии Центавр.
Этот объект входит в число перечисленных в оригинальной редакции «Нового общего каталога».